# Chajim Arlozorov
Chajim Arlozorov (hebrejsky: חיים ארלוזורוב, celým jménem Vitalij Viktor Chajim Arlozorov, rusky: Виталий Виктор Хаим Арлозоров; 23. února 1899 – 16. června 1933), někdy též Chajim Arlosoroff, byl významný levicový sionistický vůdce, čelný představitel hnutí dělnického sionismu v britské mandátní Palestině, filosof, básník a ředitel politického odboru Židovské agentury. V roce 1933 sehrál klíčovou roli v dohodě mezi sionistickou exekutivou a vládou nacistického Německa, která umožnila emigraci více než 50 tisíc německých Židů, společně se ziskem německého zboží za peníze, které emigranti uložili na zvláštní účet v německé bance. Arlozorov byl zavražděn pouhé dva dny po návratu z německých jednání během procházky po pláži v Tel Avivu. I přesto, že pachatel ani motiv vraždy nebyl nikdy zjištěn, vražda samotná způsobila mimořádnou nevraživost a nenávistnou kampaň uvnitř židovského společenství.

## Biografie
Narodil se ve městě Romny v Ruském impériu (dnešní Ukrajina), avšak v důsledku antisemitismu se Arlozorova rodina rozhodla po protižidovském pogromu v roce 1905 přestěhovat a usadit v Berlíně. Tam Chajim vyrostl a vystudoval; velmi se zajímal o ekonomii, kterou studoval na Berlínské univerzitě, kde v tomto oboru získal doktorát. Během studií psal články o sionistických otázkách týkajících se např. finanční podpory osadníků v Palestině, a plánoval program spolupráce mezi Židy a Araby. Byl totiž přesvědčen, že „sionistický ideál by mohl být realizován ve spolupráci s Araby.“ V roce 1918 pomáhal v Německu založit stranu ha-Po'el ha-ca'ir a značný zájem vzbudil jeho článek „Židovský lidový socialismus“, v němž odmítl marxistickou doktrínu. V roce 1920 byl za ha-Po'el ha-Ca'ir zvolen zástupcem na sionistickou konferenci v Londýně.
Poprvé do mandátní Palestiny přijel v roce 1921, kdy zastupoval svou stranu v odborové organizaci Histadrut. Krátce na to se vrátil zpět do Německa kvůli dokončení studií, v roce 1924 se však rozhodl podniknout aliju do britské mandátní Palestiny, a to přesto, že mu na univerzitě byla nabídnuta asistentura. V roce 1926 byl zvolen do Židovské národní rady a vybrán jako zástupce jišuvu při Společnosti národů v Ženevě.

### Veřejná činnost

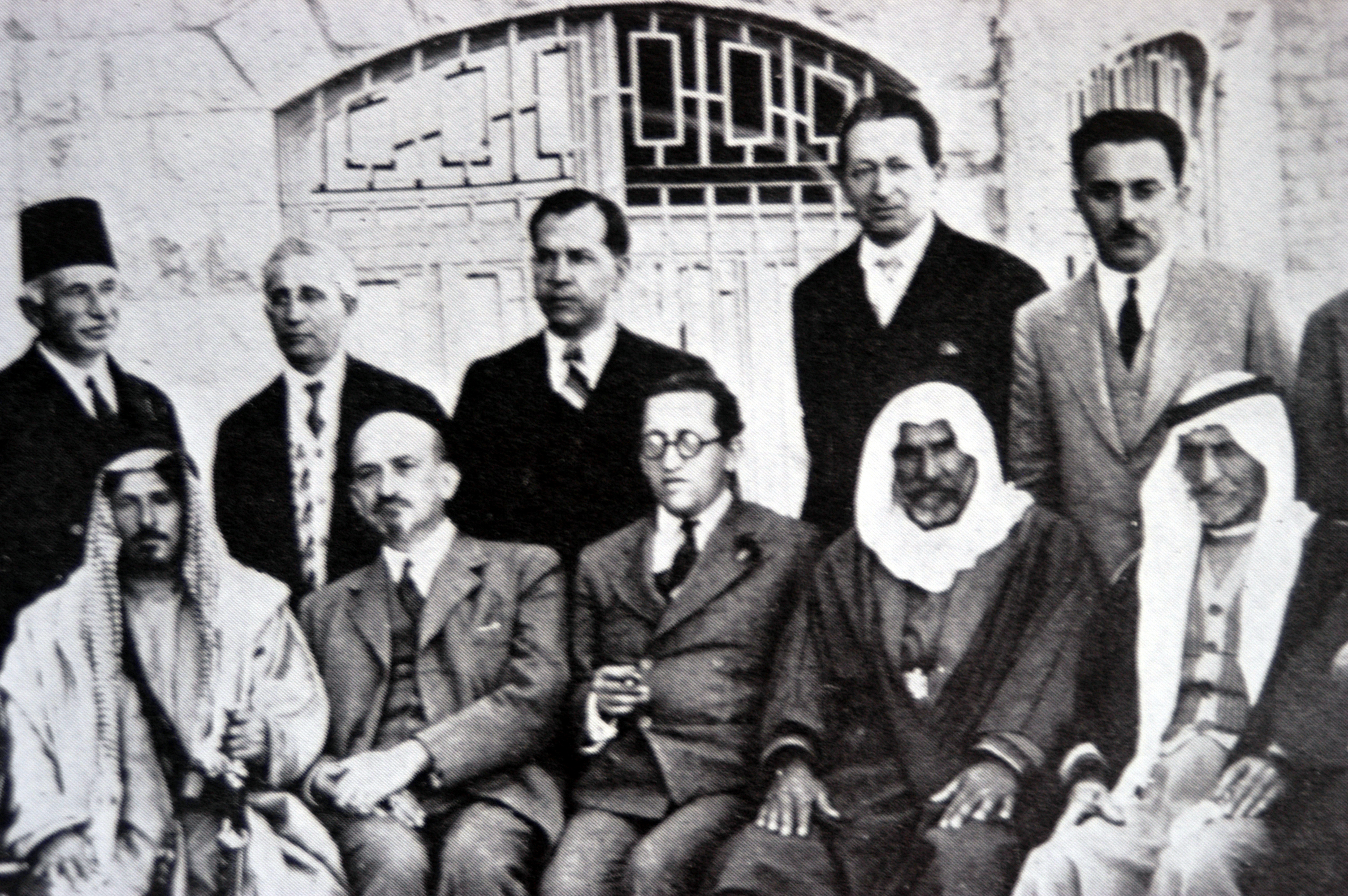
Setkání sionistických vůdců s Araby ze Zajordánska: Chajim Arlozorov (spodní řada uprostřed) s Chajimem Weizmannem (sedí po Arlozorově levici). V horní řadě je zprava: Moše Šaret a Jicchak Ben Cvi. Jeruzalém, 1933

V roce 1930 došlo ke sloučení ha-Po'el ha-Ca'ir se stranou Achdut ha-avoda, čímž vznikla levicová a nejvýznamnější židovská politická strana Mapaj, a Arlozorov se stal jedním z jejích vůdčích mluvčích. Zároveň byl blízkým přítelem a podporovatelem židovského vědce a státníka Chajima Weizmanna. V roce 1929 byl na sedmnáctém Sionistické kongresu zvolen ředitelem politického odboru Židovské agentury. Zprvu věřil, že Britové pomohou s usídlováním Židům v Palestině, a tak pracoval společně s britskou vládou, která měla na starosti správu tohoto území. Brzy se však začal domnívat, že Britům nelze věřit, a že Židé musí podstoupit riziko rozhněvání si Britů, aby mohli znovu vybudovat svou domovinu a zachránit evropské Židy z područí nacionalistických a autoritářských režimů, v nichž žili, zejména pak z nacistického Německa. Arlozorovým cílem bylo vytvoření židovské většiny, které by bylo dosaženo revoluční akcí. Tuto myšlenku vyjádřil i v dopise adresovaném svému příteli Weizmannovi:
| „ | Sionismus se nemůže v daných podmínkách změnit v realitu bez přechodného období organizované revoluční vlády židovské menšiny. Neexistuje cesta, aby se k židovské většině nebo dokonce jen k rovnováze mezi oběma rasami (nebo třeba k dohodě dostačující k poskytnutí základny pro kulturní centrum) dospělo systematickou imigrací a kolonizací bez období nacionalistické menšinové vlády, která by uzurpovala státní mašinerii, správu a vojenskou moc, aby se předešlo nebezpečí, že budeme smeteni početní převahou a povstáním (čemuž bychom nemohli čelit, kdybychom neměli k dispozici stání mašinerii a vojenskou sílu). | “ |

Poté, co nastoupil nacismus v Německu k moci, Arlozorov varoval před nebezpečím hrozícím tamní židovské komunitě. Jako zástupce Židovské agentury se vypravil do Německa, aby s nacistickou vládou vyjednal kontroverzní dohodu ha-Avara, která by umožnila Židům emigrovat do Palestiny, aniž by bez náhrady přišli o veškerý svůj majetek. Na základě dohody měli Židé vložit své finanční prostředky na speciální německý bankovní účet. Tyto peníze byly následně použity k zakoupení německého zboží, jež bylo exportováno do Palestiny. Za prodané zboží pak Židé po svém příjezdu do Palestiny „dostali značnou část původního majetku zpět“ (byl refundován v librách). Berman uvádí, že z dohody profitovaly všechny strany: „Německo získalo nový cenný exportní trh, Palestina získala zemědělskou techniku a uprchlíci se vyhnuli riziku chudoby ve své nové domovině.“ Ve skutečnosti však dohoda znamenala řadu dalších výhod pro zúčastněné. Německo, kromě vzniku nového trhu, z dohody těžilo tím, že se zbavilo části Židů a zaznamenalo „propagandistické vítězství rozdělením židovstva“ v otázce celosvětového židovského bojkotu německého zboží. Pro jišuv dohoda znamenala jak příliv nových Židů, tak velký příliv kapitálu, který zajistil potřebný ekonomický boom uprostřed celosvětové ekonomické krize. Arlozorov dojednal předběžnou dohodu a po dvouměsíčním oficiálním pobytu v Německu se vrátil zpět do mandátní Palestiny, kde byl dva dny na to zavražděn. Zhruba dva měsíce po jeho smrti byla dne 25. srpna 1933 dohoda nakonec podepsána. Umožnila vycestování přibližně 52 tisícům německých Židů, kteří si s sebou přinesli 140 milionů říšských marek (v cenách k roku 2009 by se jednalo o 1,7 miliardy dolarů).

### Vražda

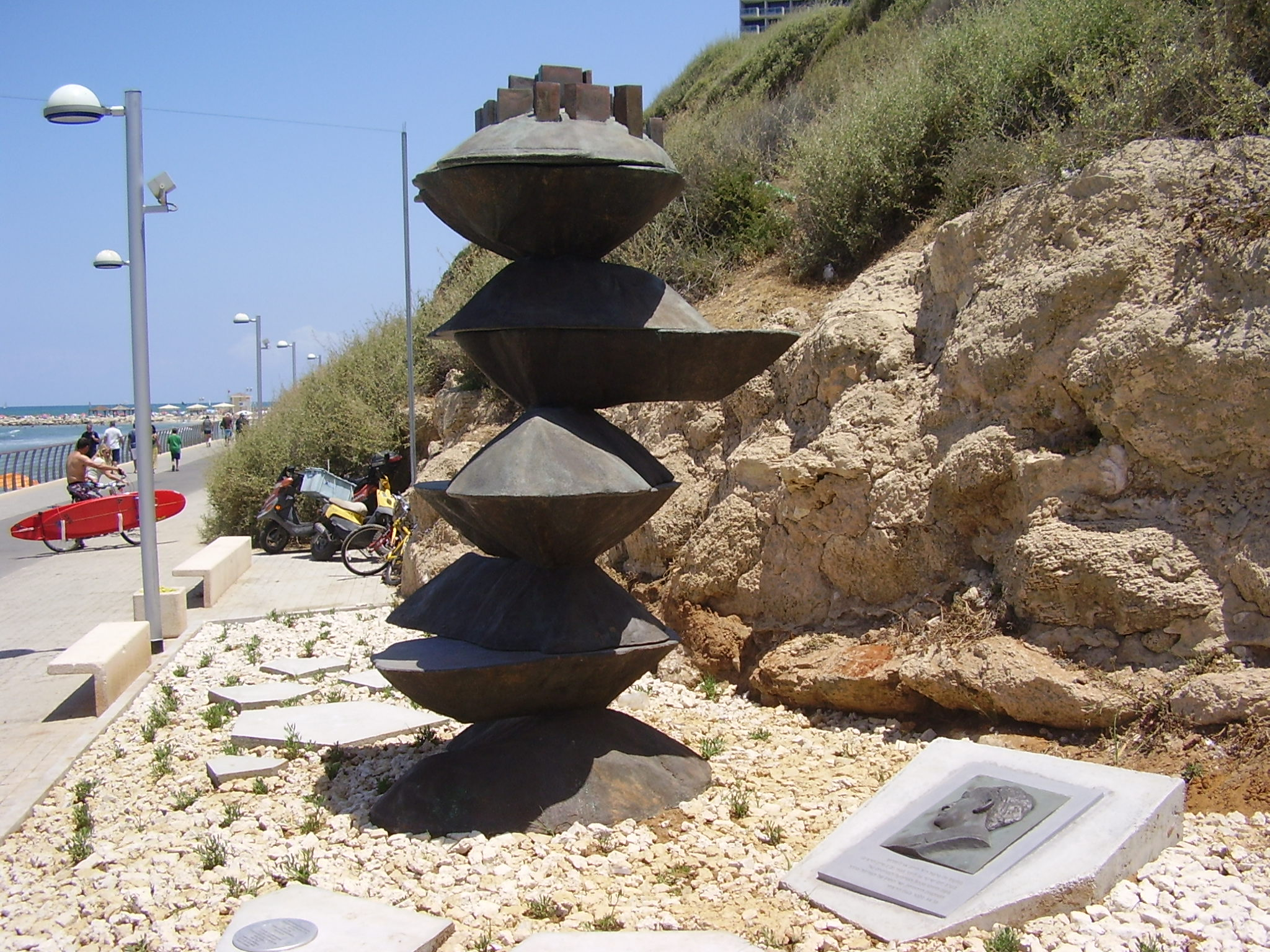
Památník Chajima Arlozorova na pláži v Tel Avivu v místech, kde byl zavražděn

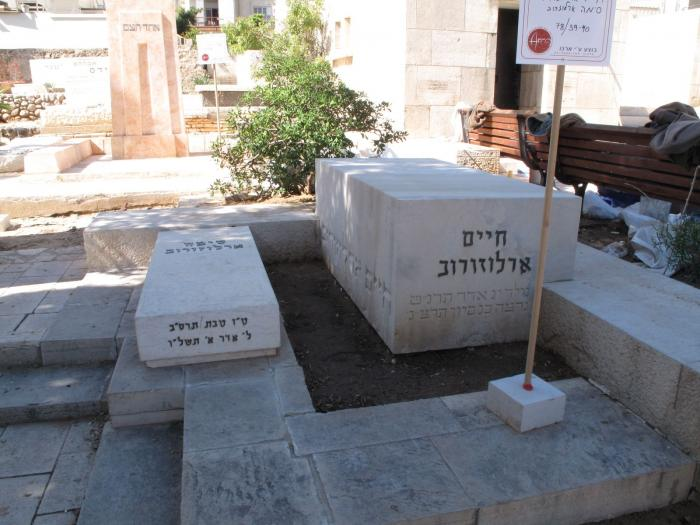
Arlozorův hrob na Trumpeldorově hřbitově v Tel Avivu

Dne 16. června 1933, pouhé dva dny po návratu z jednání v Německu, byl Chajim Arlozorov zavražděn dvěma neidentifikovanými muži, když se společně s manželkou Simou procházel v pozdních večerních hodinách po pláži v Tel Avivu. Ani přes rychlý transport do nemocnice se ho pro masivní ztrátu krve nepodařilo zachránit. Jeho vražda výrazně eskalovala politickou rivalitu mezi socialisty a revizionisty, která přerostla v nenávistnou kampaň. Palestinská policie z vraždy obvinila tři členy revizionistické skupiny Brit ha-birjonim, a to vůdce skupiny Abu Achime'ira za zosnování vraždy a dva řadové členy Avrahama Stavského a Ze'eviho Rosenblatta z vraždy samotné (Stavského i Rosenblatta identifikovala Arlozorovova vdova). Achime'ir byl zároveň vůdcem radikální revizionistické frakce, která ve svém listu Chazit ha-am (doslova „Fronta národa“) neustále napadala dělnické hnutí a sionistické vůdce, včetně Arlozorova. Všichni tři obvinění vehementně odmítali.
| „ | Bez ohledu na to, kdo zabil Arlozorova, revizionisté vytvořili klima, které jeho vraždu vyprovokovalo. Šířili zločinné pomluvy a podporovali články, naznačující, že byl kolaborantem nacistů. | “ |
| — Lea Rabinová rekapituluje události Arlozorovy vraždy poté, co byl v roce 1995 radikálním Izraelcem zavražděn její manžel Jicchak | |   |

V soudním procesu, který se konal v červenci 1934, nakonec okresní soud Achime'ira i Rosenblatta zprostil obvinění, avšak Stavského odsoudil k trestu smrti. Stavsky se však odvolal a ještě téhož roku jej pro nedostatek důkazů (jediným důkazem byla identifikace Arlozorovou vdovou) osvobodil nejvyšší Britský odvolací soud v Palestině. Obhajoba se snažila dokázat, že je proces zmanipulovaný; „obvinila policii z manipulace se svědectvím vdovy a dalšími důkazy z politických důvodů, a argumentovala tím, že vražda souvisela se zamýšleným sexuálním napadením paní Arlozorovové dvěma mladými Araby.“ Stavsky později stoupal v hierarchii Irgunu a byl zodpovědný za zajištění zbraní, které Irgunu v červnu 1948 přivezla na telavivské pobřeží loď Altalena. Premiér David Ben Gurion požadoval, aby Irgun předal část zbraní oficiální izraelské armádě, jejíž byl již tři týdny součástí. Ten však takový krok odmítl učinit, a proto Ben Gurion, aby nebyla ohrožena autorita vlády a armády, rozkázal loď potopit. Příslušníci Irgunu na palubě začali střílet na vojáky na pláži, kteří palbu opětovali; loď začala hořet, potopila se a celkem zahynulo 40 Irgunistů, včetně Stavského.
Kromě dvou zmíněných teorií (totiž, že za útokem stálo revizionistické hnutí, či že byl Arlozorov zavražděn při zamýšleném sexuálním útoku na svou manželku) existují i konspirační teorie, které jeho vraždu spojují se sovětským a nacistickým režimem. O teorii zahrnující nacistického vůdce Josepha Goebbelse uvádí Sicker následující:
Během své návštěvy Německa Arlozorov vyhledal řadu přátel a známých z dob svého studia. Kontaktoval též Magdu Friedlanderovou, která byla blízkou přítelkyní jeho sestry Lisy. Magda, jejíž rodiče nebyli Židé, byla nevlastní dcera Maxe Friedlandera, Žida, který si vzal její rozvedenou matku. (…) V roce 1931 se Magda provdala za Dr. Josepha Goebbelse, v té době oblastního vůdce NSDAP v Berlíně, který si nebyl vědom její židovské přízně. Krátce po Hitlerově nástupu k moci (…) pověděla Goebbelsovi o její adopci nevlastním židovským otcem a o dalších vztazích s Židy, včetně starého přátelství se současným vysokým představitelem Židovské agentury. Téměř bezprostředně poté zmizeli všichni Magdini židovští známí, včetně Maxe Friedlandera, kterého v březnu 1933 zatklo Gestapo.

Následující měsíc přijel do Berlína Arlozorov za účelem navázání kontaktů mezi Židovskou agenturou a novou německou vládou. Po příjezdu se neúspěšně pokusil dohodnout setkání se starou kamarádkou Magdou Goebbelsovou. Evidentně si nebyl vědom, že by to jejímu manželovi mohlo způsobit mimořádné těžkosti a případně i ohrozit jeho budoucnost v nacistickém režimu. Podle investigativních novinářů se Goebbels zdráhal podniknout proti Arlozorovi jakoukoli akci na německém území, neboť vlastnil britský pas (…) a jeho zmizení by mohlo způsobit mezinárodní incident. Namísto toho dva agenti Gestapa, kteří počátkem dubna dorazili do Jeruzaléma za neznámým účelem, brzy navázali kontakt s nacistickou buňkou v německé komunitě na předměstí Tel Avivu. Tam zařídili smluvený atentát na Arlozorova, čímž eliminovali potenciální nebezpečí pro Josepha Goebbelse.
Martin Sicker, Pangs of the Messiah: the Troubled Birth of the Jewish State, str.104-105
Teorii o sovětském napojení na Arlozorovu vraždu zveřejnil v květnu 1991 Šmuel Dotan. Podle jeho verze za útokem stála Komunistická strana SSSR, která se obávala, že je Arlozorov za sionistické hnutí, společně s Brity, Francouzi a Japonci, součástí globálního vojenského spiknutí majícího za cíl zničení Sovětského svazu.
V červnu 1956 navrhl Menachem Begin, předseda nejsilnější pravicové strany Cherut, vytvoření vyšetřovací komise, která by prošetřila okolnosti a obvinění kolem Arlozorovy smrti. Jeho návrh však izraelský parlament zamítl. Necelých padesát let po Arlozorovově smrti, 14. března 1982, se izraelská vláda pod vedením premiéra Begina rozhodla vytvořit oficiální vyšetřovací komisi, která by prošetřila, zdali se jednalo o vraždu či atentát, případně zdali byla událost politicky motivována. Komise, kterou vedl bývalý soudce Nejvyššího soudu David Bachor, vyhotovila obsáhlou 202stránkovou zprávu, kterou zveřejnila 4. června 1985. Ve zprávě jednomyslně uvedla, že Rosenblatt ani Stavsky neměli s vraždou nic společného. Neodpověděla však ani na otázku, kdo byl skutečným Arlozorovovým vrahem, či zda se jednalo o politicky motivovanou vraždu.
Chajim Arlozorov je pohřben na Trumpeldorově hřbitově v Tel Avivu. Arlozorova památka je dodnes připomínána prostřednictvím názvů ulic v mnoha izraelských městech. Řada míst v Izraeli rovněž nese jméno na jeho počest. Jedná se například o haifskou čtvrť Kirjat Chajim, kibuc Giv'at Chajim či mošav Kfar Chajim.